# پابلو لچوگا
پابلو لچوگا (اسپانیایی: Pablo Lechuga‎؛ زادهٔ ۱۶ اوت ۱۹۹۰ ) دوچرخه‌سوار اهل اسپانیا است.
از باشگاه‌هایی که در آن رکاب زده‌است می‌توان به تیم دوچرخه‌سواری اندلسیا اشاره کرد.